# Clusia equinoglossa
Clusia equinoglossa är en tvåhjärtbladig växtart som beskrevs av José Cuatrecasas. Clusia equinoglossa ingår i släktet Clusia och familjen Clusiaceae. Inga underarter finns listade i Catalogue of Life.